# Humanizm ewolucyjny
Humanizm ewolucyjny jest nowym prądem humanistycznym, opartym na czysto naukowym podejściu. Pojęcie to sformułował Julian Huxley, pierwszy sekretarz generalny UNESCO, nadając tym samym temu nowemu prądowi humanistycznemu jego nazwę. Huxley opowiadał się za nową religią, pozostającą w zgodzie z nauką.

## Historia pojęcia „Humanizm ewolucyjny”
Na bazie wartości oświeceniowych ugruntował się inspirowany przez sztukę, naukę i filozofię ruch humanistyczny o zdecydowanie naturalistycznym charakterze. Podstawowymi cechami humanizmu ewolucyjnego są światopogląd krytyczno-naturalistyczny, sekularyzm i etyka oparta na racjonalności (w przeciwieństwie do tradycyjnej, religijnie uzasadnionej moralności). Etyka ta odrzuca wszelkie nietykalne dogmaty i uważa również postępowanie moralne za część procesu ewolucyjnego, który musi dopasowywać się do nowych rozpoznań naukowych oraz zmian w sferze socjalnej. Humanizm ewolucyjny dystansuje się zdecydowanie od szowinizmu gatunkowego oraz darwinizmu społecznego, traktujących interesy różnych gatunków i jednostek zasadniczo w kategoriach różnych wartości.
W Niemczech pojęcie humanizmu ewolucyjnego wiąże się ściśle z Fundacją Giordano Bruno, będącą think tank („zbiornikiem myśli”) tego nowego kierunku humanistycznego. Na zlecenie Fundacji Michael Schmidt-Salomon w książce Manifest des evolutionären Humanismus (wyd.polskie "Humanizm ewolucyjny - Dlaczego możliwe jest dobre życie w złym świecie") podjął po raz pierwszy próbę naszkicowania ewolucyjno-humanistycznego spojrzenia. Humanizm ewolucyjny różni się od wcześniejszych tradycyjnych wersji tym, że uwzględnia w sposób produktywny najnowsze wyniki badań naukowych (włącznie z „krzywdami” wyrządzonymi przez naukę narcystycznej miłości człowieka), opierając się tym samym na odmienionym obrazie świata i człowieka“.